# Поляна (Ардатовський район)
Поляна (рос. Поляна) — село у складі Ардатовського району Нижньогородської області. Входить до складу робітничого селища Ардатов.

## Географія
Розташована за 3 км на північний схід від робітничого поселення Ардатов, на шосе Ардатов — Мухтолово.
За 1 км на захід протікає річка Леметь. Вулиці села перетинають шосе під прямим кутом і йдуть у напрямку з північного заходу на південний схід. На північ від села знаходиться невеликий яр глибиною до 8 м.

## Населення
| 1999 | 2002 | 2010 |
| ---- | ---- | ---- |
| 385  | ↘367 | ↘331 |